# Ala di Stura
Ala di Stura – miejscowość i gmina we Włoszech, w regionie Piemont, w prowincji Turyn.
Według danych na rok 2004 gminę zamieszkiwało 477 osób, 10,6 os./km².